# Francisco Cámera
Francisco Cámera (1942. január 1. –) uruguayi válogatott labdarúgó.

## Pályafutása

### A válogatottban
1970-ben tagja volt az uruguayi válogatott keretének. Részt vett az 1970-es világbajnokságon.